# Defensor civitatis
Defensor civitatis (также defensor plebis, «защитник города», дефенсор) — название должности в поздней Римской империи и Византии, носитель которой был ответственен за защиту горожан от произвола губернаторов провинций.
Происхождение этого института точно не известно. Возможно, в первой половине IV века в восточных провинциях (под 322 годом в Аравии и в 330-х годах в Египте) синдики и экдики, которые помогали городскому населению в его конфликтах с властями. Возможно, дефенсоры существовали только на Востоке или же они исчезли в царствование Константина Великого (305—337). На Западе они появились при императоре Валентиниана I (364—375). В его законодательстве было уделено внимание защите низших классов, и наиболее действенной мерой было увеличение полномочий дефенсоров. Законом CTh 1.29.1 они были разрешены в Иллирии, а законами его брата Валента (364—378) распространены на восток империи. В обязанности дефенсора входила защита плебса от несправедливостей власть имущих. Они были уполномочены рассматривать мелкие дела, например связанные с незначительными суммами долга, беглыми рабами или переплаты налогов, оставляя более важные дела для суда губернатора. Одна из конституций Валента подчёркивала важность дефенсоров именно с точки зрения удешевления отправления правосудия для крестьян. Префекты претория должны были назначать дефенсоров для городов и утверждать их у императора. Валентиниан определил требования для занимающих эту должность: они могли избираться из бывших губернаторов, бывших agentes in rebus или ранее занимавших высшие посты в администрации претория, также допускались ушедшие в отставку юристы. Также были определены те, кто быть дефенсорами не мог, прежде всего викарии и декурионы — вероятно, по причине частого участия в притеснениях населения. По замечанию А. Джонса даже классы, перечисленные среди тех, кто мог занимать должность дефенсора, не были большими друзьями бедных и, вероятно, это нововведение не достигло поставленной цели. Законом от 8 ноября 392 года императора Феодосия I на дефенсоров и куриалов была возложена обязанность сообщать губернаторам о случаях отправления языческого культа, совершаемых в частных домах.
Постепенно влияние дефенсоров уменьшалось. При императоре Юстиниане I была сделана попытка реанимировать этот институт. С упадком городов в VII веке должность вышла из употребления.